# Dexiomimops fuscata
Dexiomimops fuscata är en tvåvingeart som beskrevs av Hiroshi Shima och Chao 1992. Dexiomimops fuscata ingår i släktet Dexiomimops och familjen parasitflugor.
Artens utbredningsområde är Yunnan (Kina). Inga underarter finns listade i Catalogue of Life.